# Macaca thibetana
El macaco tibetano (Macaca thibetana) es una especie de primate catarrino de la familia Cercopithecidae que habita los bosques de China, Tíbet y Vietnam. Esta especie vive en bosques subtropicales, a una altitud entre 800 y 2000 metros. Tiene un pelaje largo y castaño, con bigotes pero con una cara sin pelaje. Las crias tienen pelaje negro y plateado que cambia a su color adulto a la edad de dos años. Su dieta consiste mayormente de fruta, pero también puede consumir semillas, hojas, flores, así como también invertebrados. Es un animal gregario y vive en grupos de múltiples machos y grupos de múltiples hembras. La vida promedio de esta especie está por sobre los 20 años de vida. 

## Galería

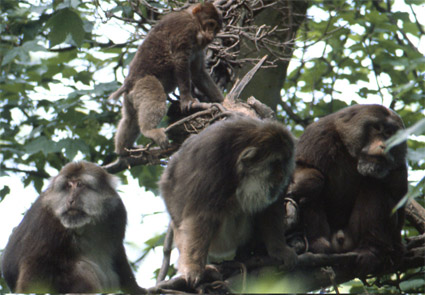
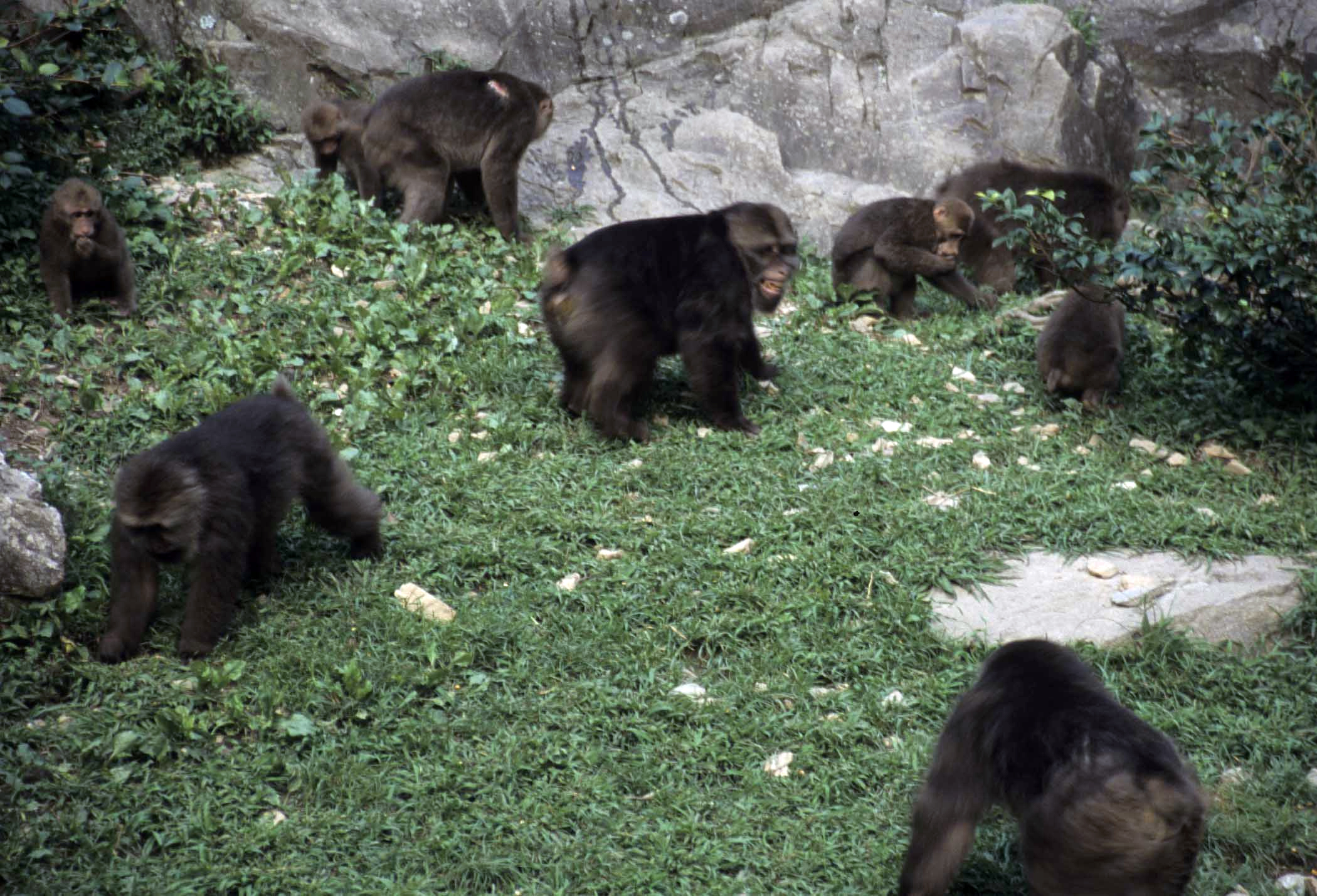
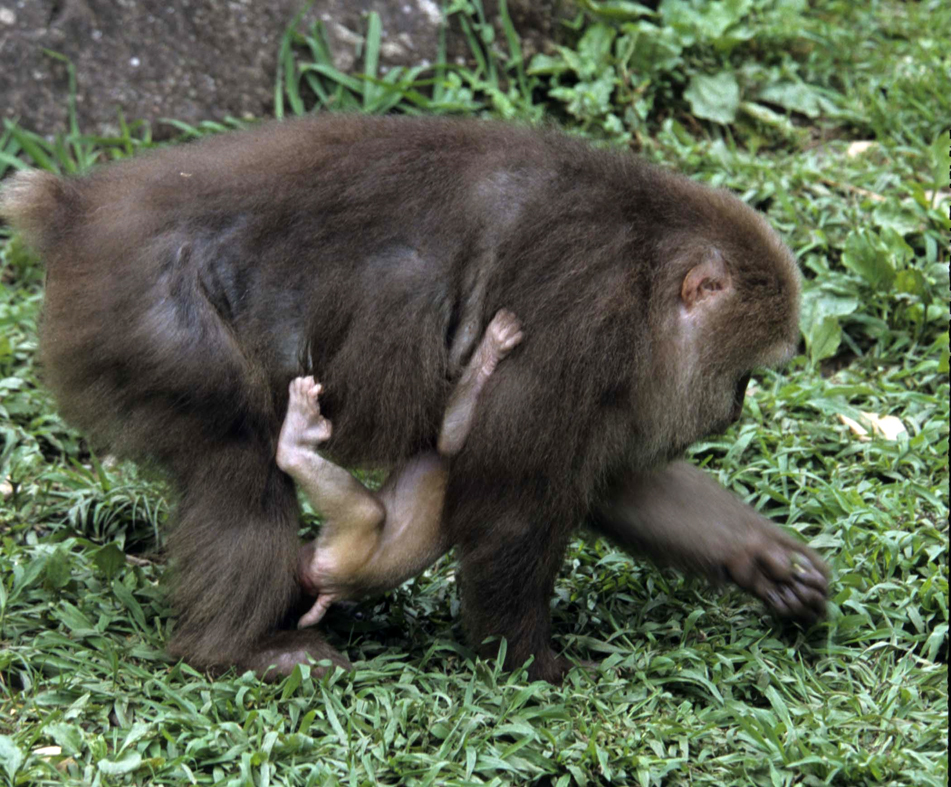

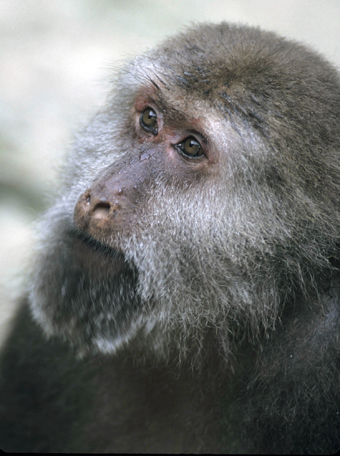
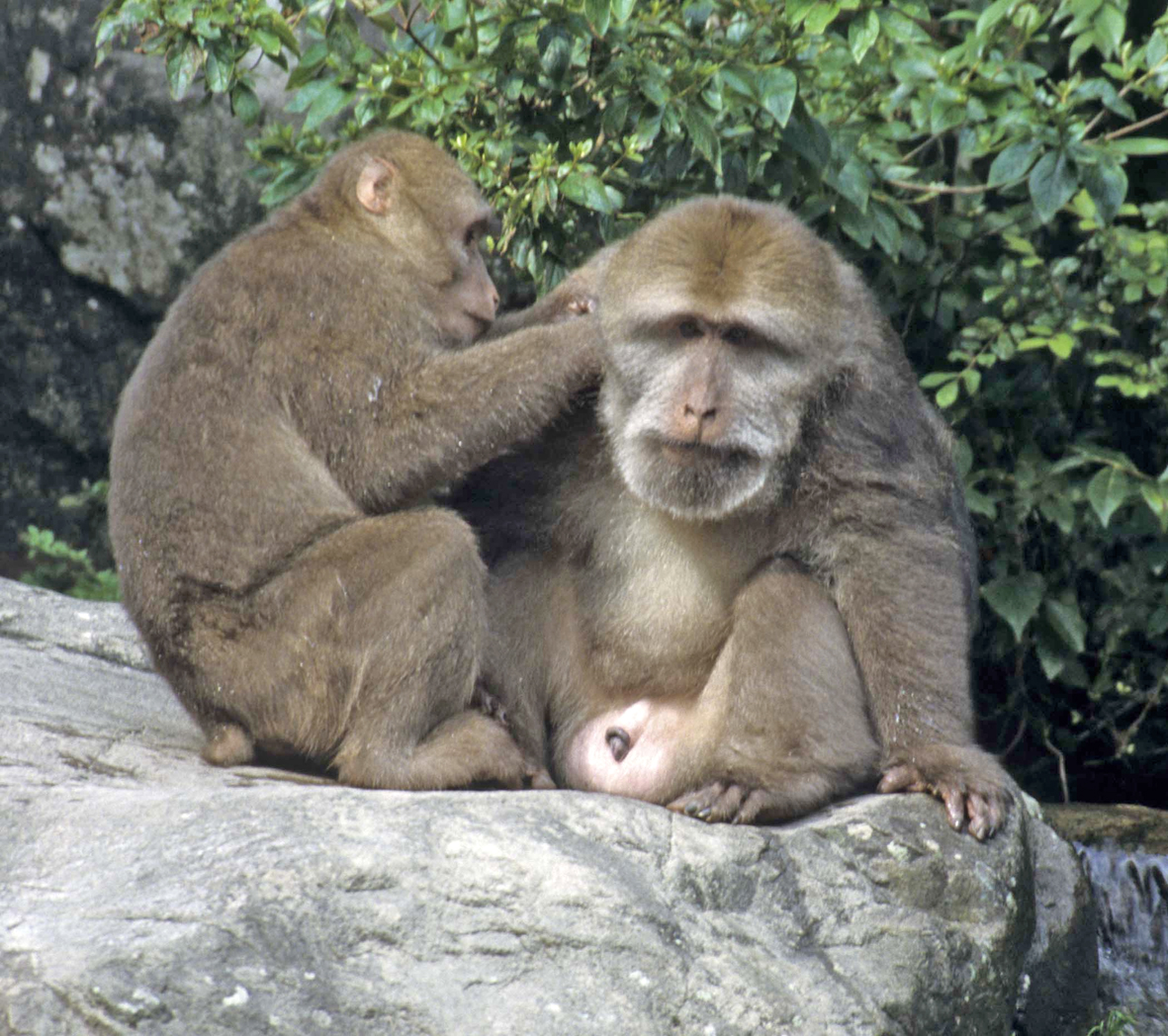
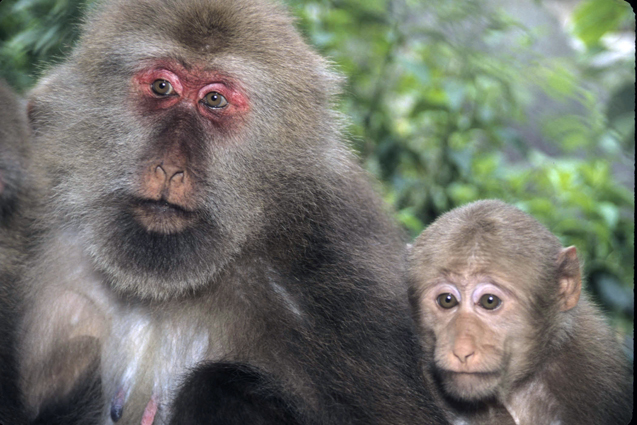

## Subespecies
- Macaca thibetana thibetana
- Macaca thibetana esau
- Macaca thibetana guiahouensis
- Macaca thibetana huangshanensis